# Ambasmestas
Ambasmestas ist ein Ort am Jakobsweg in der Provinz León der Autonomen Gemeinschaft Kastilien-León, administrativ ist es von Vega de Valcarce abhängig.
Der Ortsname nimmt Bezug auf den Zusammenfluss der Flüsse Valcarce und Balboa. Im Gemeindegebiet sind die Reste einer römischen Fernstraße.